# Arianna Acuti
Arianna Acuti (Massa Marittima, Grosseto, Italia, 20 de octubre de 1996) es una futbolista italiana. Juega como delantera y actualmente milita en el Parma Calcio 2022 de la Serie A de Italia.

## Trayectoria
Crecida en las divisiones inferiores del Siena, debutó en el primer equipo en 2011, logrando el ascenso a la máxima división italiana al final de la temporada. Sin embargo, al perder su principal patrocinador el club no pudo inscribirse en la Serie A, de modo que se optó por la Serie C Toscana; Acuti decidió quedarse en el Siena.
En el verano de 2013, fichó por el Castelfranco de la Serie B. En 2016, el Empoli F. C. adquirió la participación mayoritaria del Castelfranco e inscribió su sección femenina, el Empoli Ladies, en la Serie B en lugar de este club. Acuti, al igual que muchas compañeras de equipo, fue confirmada en el nuevo club, que al final de la temporada ganó el campeonato ascendiendo a la Serie A.
En julio de 2021, después de cinco temporadas en el Empoli Ladies, firmó con el Napoli Femminile.

## Clubes
| Club               | País   | Año         |
| ------------------ | ------ | ----------- |
| Siena C. F.        | Italia | 2011 - 2013 |
| Castelfranco C. F. | Italia | 2013 - 2016 |
| Empoli Ladies      | Italia | 2016 - 2021 |
| Napoli Femminile   | Italia | 2021 - 2022 |
| Parma Calcio 2022  | Italia | 2022 - Act. |

## Palmarés

### Campeonatos nacionales
| Título   | Club          | País   | Año         |
| -------- | ------------- | ------ | ----------- |
| Serie A2 | Empoli Ladies | Italia | 2011 - 2012 |
| Serie B  | Empoli Ladies | Italia | 2016 - 2017 |